# Parapeytoia
Parapeytoia es un género extinto de dinocáridos, animales artropoides fósiles, que vivió hace 530 millones de años; fue hallado en los esquistos de Maotianshan en China. Como es el caso de los anomalocáridos, Parapeytoia tenía dos garras principales delante y también una boca redonda similar a una rodaja de piña, ojos pedunculados, y cola lobulada carnosa con forma de ventilador. Parapeytoia tenía por lo menos 14 pares de lóbulos en los lados del cuerpo.
Muchos científicos discutieron si Parapeytoia era un anomalocárido verdadero, o algo más estrechamente vinculado a Yohoia o a Haikoucaris, porque, a diferencia de otros anomalocáridos, como Amplectobelua, tenía patas. Ésta idea fue descartada por estudios posteriores que revelaron que lo más probable es que estuviera anidado dentro de Megacheira, y ya no se piensa que el grupo en su conjunto se originara a partir de radiodontes.
Parapeytoia tenía en total 13 pares de patas; los primeros dos pares eran casi dos veces más pequeños que las otras patas. Dado que tenía patas, pasó probablemente la mayor parte de su tiempo en el fondo marino buscando presas. El alimento de Parapeytoia incluyó probablemente artrópodos, entre ellos trilobites, gusanos, moluscos primitivos y otras de las criaturas encontradas en la diversidad de la China prehistórica.